# 영나로
 영나로(Yeongna-ro)는 전라남도 영암군 금정면 덤재 에서 나주시 영산동을 잇는 도로이다.

## 연혁
- 2009년 7월 3일 : 2개 이상 시·군에 걸쳐 있는 광역도로로 영나로를 고시[1]

## 주요 경유지
전라남도
- 영암군 (금정면) - 나주시 (세지면 . 봉황면 . 영산동)

## 노선
| 이름                  | 접속 노선                   | 소재지          | 소재지          | 비고                                |
| 장흥대로와 직결       | 장흥대로와 직결             | 장흥대로와 직결 | 장흥대로와 직결 | 장흥대로와 직결                     |
| --------------------- | --------------------------- | --------------- | --------------- | ----------------------------------- |
| 덤재                  |                             | 영암군          | 금정면          |                                     |
| 남송삼거리            | 내산로                      | 영암군          | 금정면          |                                     |
| 입석교                |                             | 영암군          | 금정면          |                                     |
| 용흥삼거리            | 지방도 제819호선 (여운재로) | 영암군          | 금정면          |                                     |
| 석산삼거리            | 신금로                      | 영암군          | 금정면          |                                     |
| 금대 교차로           | 양와길                      | 영암군          | 금정면          |                                     |
| 감산교                |                             | 영암군          | 금정면          |                                     |
| 화동 교차로           | 성산화동길                  | 나주시          | 세지면          |                                     |
| 오봉 교차로           | 동창로                      | 나주시          | 세지면          |                                     |
| 세지터널              |                             | 나주시          | 세지면          | 상행 연장 약 366m 하행 연장 약 355m |
| 세지1교               |                             | 나주시          | 세지면          |                                     |
| 세지2교               |                             | 나주시          | 세지면          |                                     |
| 세지 교차로 (세지3교) | 지방도 제820호선 (동창로)   | 나주시          | 세지면          |                                     |
| 대산 교차로           | 동창로                      | 나주시          | 봉황면          |                                     |
| 부덕 교차로           | 국도 제1호선 (빛가람장성로) | 나주시          | 영산동          |                                     |
| 용산주공아파트 교차로 | 지방도 제818호선 (봉황로)   | 나주시          | 영산동          |                                     |
| 외국어고앞 교차로     | 가마대길                    | 나주시          | 영산동          |                                     |
| 금영로와 직결         |                             |                 |                 |                                     |

## 주요 건물 및 시설
- 금정초등학교 (영나로 836/용흥리 1052)
- 금정중학교 (영나로 836/용흥리 1052)
- 한국농어촌공사 나주지사 (영나로 2418/용산동 100-1)
- 전남외국어고등학교 (영나로 2434/용산동 51-1)